# 伊真火山
伊真火山位于印尼爪哇岛东部，是由多个小复式火山组成了一个20公里宽的火山口，火山口北壁为一弧形山脊，其它部分由各个火山口组成。其中位于东部的默拉皮火山海拔2799米，为最高点。默拉皮火山西边即为著名的活火山卡瓦伊真火山，卡瓦伊真火山有一个宽约1公里的火山口湖，火山口以富含硫磺而著称。现为著名的旅游胜地。

## 礦工

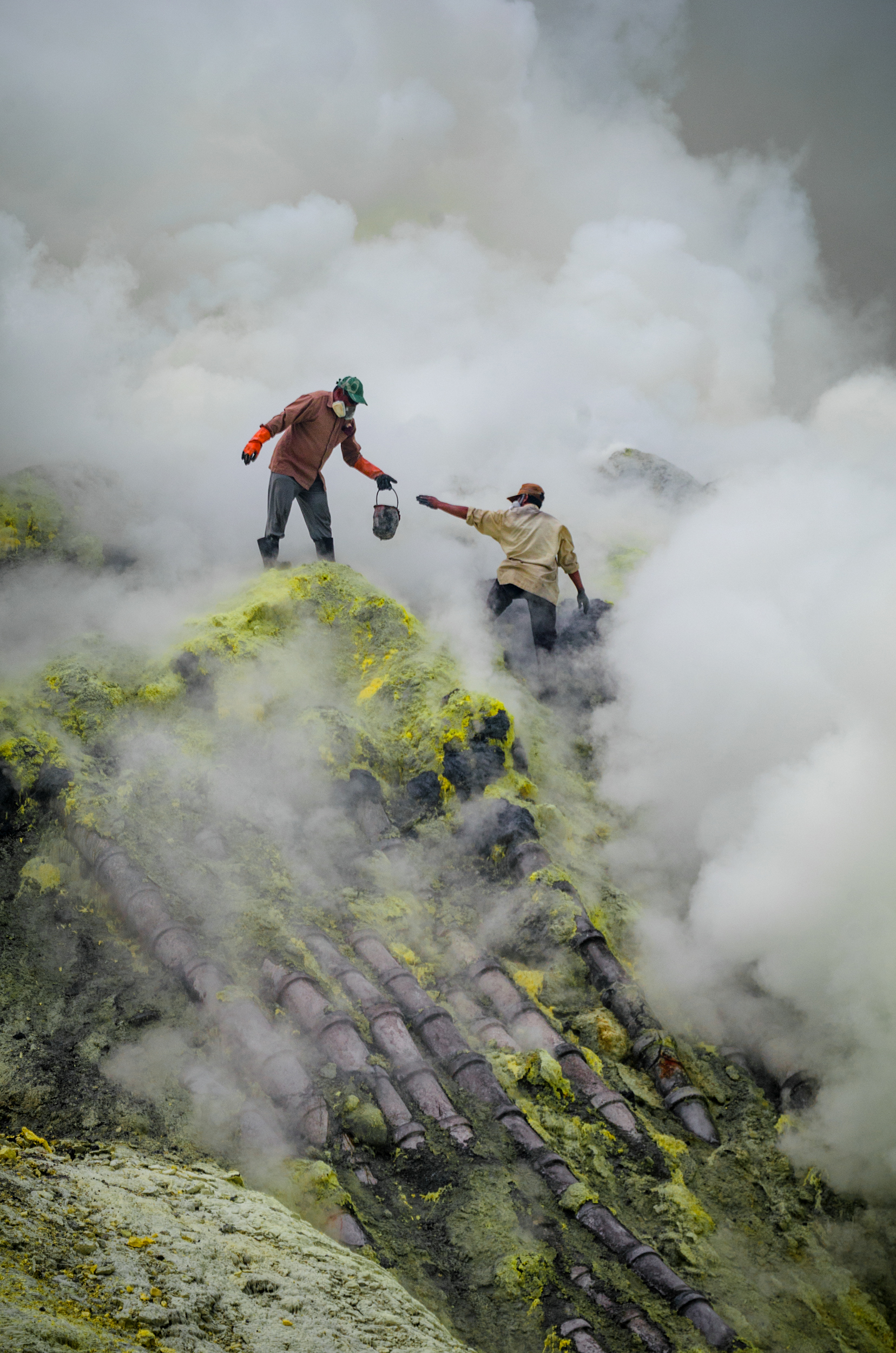
工人在伊真火山上採礦硫磺

伊真火山盛產硫磺，可是在這裡工作的硫磺採礦工人每天薪金只有5美元。